# ديفيد كوان (لاعب كرة قدم)
ديفيد كوان (بالإنجليزية: David Cowan)‏ (30 نوفمبر 1910 - ) هو لاعب كرة قدم بريطاني في مركز مهاجم داخلي. لعب مع نادي دمبرتون ونادي روتشديل ونادي فالكيرك ونادي ستنهاوسموير ونادي اربوراث.